# Стормі Деніелс
Сте́фані Гре́горі Кліффорд (англ. Stephanie Gregory Clifford, нар. 17 березня 1979, Батон-Руж, Луїзіана, США), відома як Сто́рмі Де́ніелс (англ. Stormy Daniels) — американська порноакторка, режисерка порно і колишня стриптизерка. 
У 2009 році планувала кинути виклик Девіду Віттеру на виборах до Сенату США в її рідній Луїзіані. У 2018 році стала учасницею правового спору з тодішнім президентом США Дональдом Трампом. Адвокат Трампа Майкл Коен заплатив 130 000 доларів, щоб змусити її мовчати щодо роману, який, за її словами, вона мала із Трампом у 2006 році. Трамп заперечує роман і звинувачує її у брехні.

## Раннє життя
Була єдиною дитиною в сім'ї. Батьки розлучились, коли їй було 4 роки, її виховувала мати. Вчилась у школі з поглибленним вивченням предметів в Луїзіані, була редакторкою шкільної газети. Планувала стати журналісткою.
За власними словами, вона «із середньостатистичної сім'ї з низьким рівнем доходу… там [були] дні без електрики», виросла у «справді поганому районі». У середній школі працювала в конюшні, відповідаючи на телефонні дзвінки.

## Порноіндустрія
Коли Стефані було 17 років, вона відвідаала подругу в стриптиз-клубі; її переконали виконати «гостьовий сет». Танцювати почала в Gold Club у «Бейтон Руж», а у вересні 2000 стала відомою в Continental Theatral Agency Вибрала псевдонім Стормі Деніелс через любов до американського рок-гурту Mötley Crüe, чий басист Ніккі Сікс назвав свою дочку Сторм.
Спочатку знімалася лише в лесбійських сценах для порностудій Sin City та Wicked Pictures. У липні 2002 виконала головну роль в порнофільмі «Heat» студії Wicked, де вперше знялась у сцені з чоловіком, і у вересні того ж року уклала угоду з Wicked. У 2004 році виграла нагороду «Найкраща нова зірка» від Adult Video News. З 2004 року була режисеркою студії Wicked.
До 2006 року була головною акторкою «Wicked». Регулярно знімалась для чоловічих журналів, зокрема Playboy, Hustler, Penthouse, High Society, GQ, FHM, для останнього дописувала. У лютому 2007 року порножурнал Penthouse присвоїв їй нагороду «Кішечки місяця». Крім участі в шоу «The 40-Year-Old Virgin» та «Dirt» на FX, вона отримала запрошення на «Ґреммі» 2007 року.
Знімалася з такими виконавцями, як Ренді Спірс, Джуліан і Брендон Міллер. З останнім була одружена, Міллер змонтував близько половини її фільмів. 18 січня 2014 року включена до Зали слави AVN, а 16 квітня 2014 року — до Зали слави XRCO Її режисерська робота того року принесла 14 номінацій на премію AVN, включаючи номінацію на найкращу сцену безпечного сексу з Брендоном Міллером у фільмі Франсуа Клузо First Crush.
У 2018 році Деніелс гастролювала стрип-клубами в рамках туру «Make America Horny Again». Їй дали ключ від Західного Голлівуду на «День Стормі Деніелс» 23 травня 2018 року. Деніелс була ведучою церемонії нагородження XBIZ Awards 2019 року.

## Найвідоміші появи

### США
Деніелс з'явилася в епізоді шоу Real Sex, де взяла участь у конкурсі «Гола міс Великих рівнин» 2001 року. В 2004 році з'явилася в документальному серіалі Pornucopia. На початку 2007 з'явилася в телесеріалі «Dirt» на FX Network, де зіграла стриптизерку. Пізніше в 2007 з'явилася в кліпі Maroon 5 на їхню пісню «Wake Up Call» як танцюристка на пілоні. З'явилась у фільмі «Сорокалітній незайманий» (2005). З'явилась у фільмі Трошки вагітна (2007) як lap dance-танцюристка. 5 травня 2018 року з'явилася в ефірі Суботнього вечора в прямому ефірі. Була моделлю в ролі Діви Марії у серії фотографій художниці Ніки Несгоди «Діва» 2002 року.

### Celebrity Big Brother
У 2018 році було багато припущень про те, що Деніелс з'явиться в 22 сезоні британського шоу Celebrity Big Brother. Попри це, появи Деніелс не відбулося. Припущення щодо її відсутності включали вимоги більше грошей, судовий роман за участю її чоловіка та бажання проводити більше часу з дочкою. Її адвокат Майкл Авенатті розповів Press Association, що Деніелс насправді збиралася взяти участь, але продюсери намагалися маніпулювати нею, щоб вона діяла під час шоу певним чином.
У заяві «Celebrity Big Brother» йдеться: «Стормі Деніелс була запрошена для участі в шоу кілька місяців тому, але за кілька годин до ефіру повідомила продюсерській групі, що більше не бажає заходити в будинок, як було домовлено раніше. Продюсери обговорили з нею різні варіанти, але не змогли домовитися про прийнятні умови її перебування в будинку. Зараз ми зосереджені на створенні блискучого серіалу з нашими фантастичними зірками».
Деніелс сказала, що вона запропонувала з'явитися в шоу під час запуску в прямому ефірі, щоб пояснити свою відсутність, але продюсери їй відмовили.
У випуску додаткового шоу Big Brother's Bit on the Side від 17 серпня ведуча Райлан Кларк-Ніл пояснила, що лише за п'ять годин до першого шоу в прямому ефірі Деніелс сказала, що хоче з'явитися лише в вечір прем'єри, а потім піти. Celebrity Big Brother намагалися домовитися про компроміс, але нічого не вийшло. Кларк-Ніл також наполягала на тому, що гроші не були фактором і що продюсери не намагалися маніпулювати нею для досягнення певного результату.

## Політика

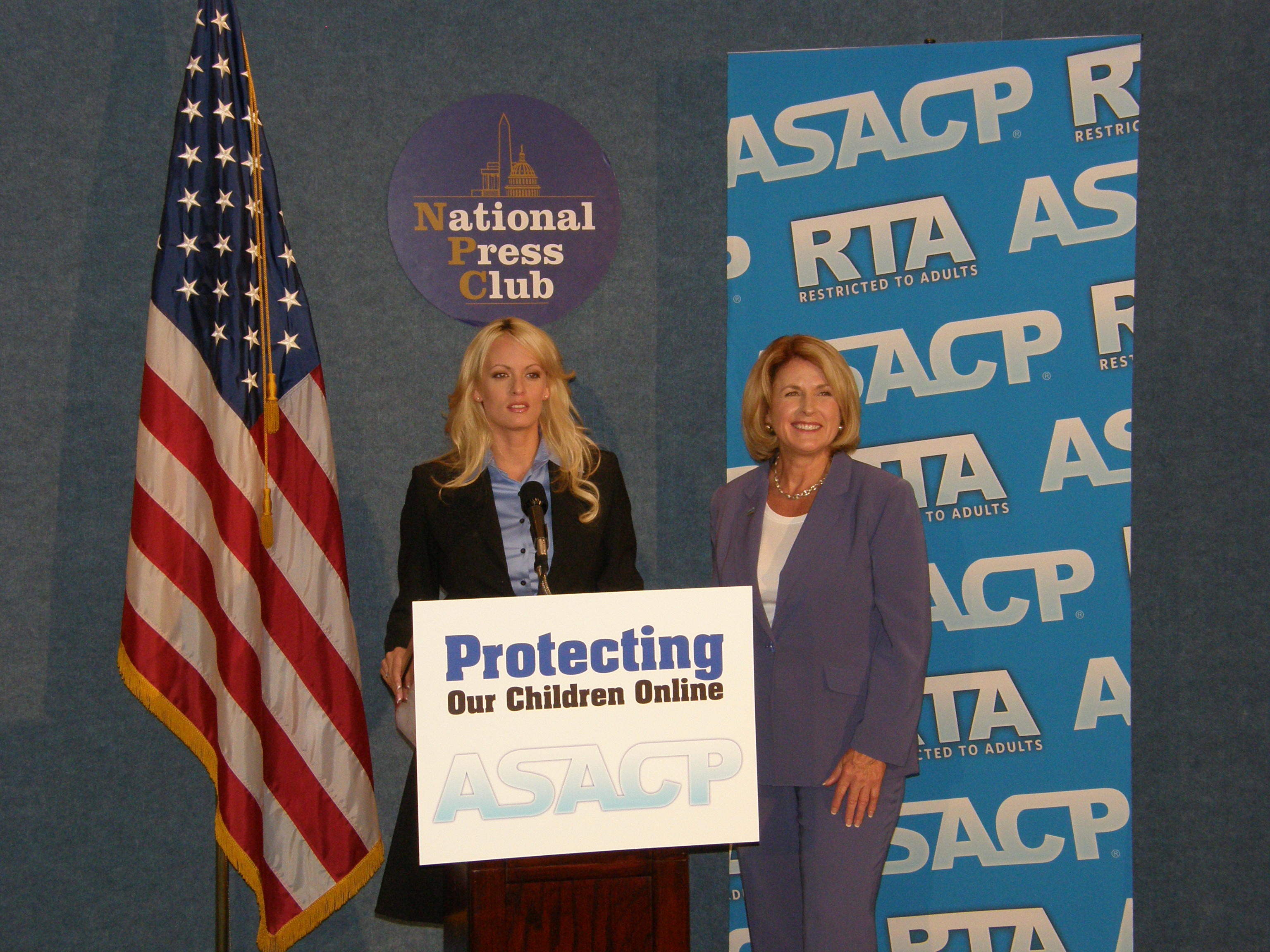
Деніелс виступає в Національному прес-клубі в 2008 році

У 2010 році група фанатів намагалася залучити Деніелс до участі у політичній боротьбі з сенатором-республіканцем Девідом Віттером у Луїзіані. Процес був зосереджений навколо вебсайту DraftStormy.com. 21 травня 2009 року Деніеслс сформувала дослідницький комітет, щоб оцінити шанси на успіх і отримати рекомендації щодо стратегії політичної кампанії в сенатори. Це рішення було спочатку ухвалене внаслідок викриття «зв'язків Віттера з групою повій». У серпні 2009 року невідомі підірвали автомобіль керівника її політичної кампанії, хоча в машині на той момент нікого не було.
6 квітня 2010 року Деніелс нарешті оголосила себе кандидаткою від Республіканської партії. Її рішення було викликане розкриттям інформації про те, що Республіканський національний комітет (RNC) оплатив витрати на збір коштів у «нічному клубі з лесбійським бондажем» у Лос-Анджелесі, заявивши, що викриття «нарешті перехилило терези». Вона пояснила, що використання партійних фондів RNC для сексу переконало її, що республіканці найкраще представляють її лібертаріанські цінності: Деніелс сказала, що вона була зареєстрованою демократкою протягом усього свого життя.
Вона здійснила кілька передвиборчих турів по Луїзіані, зосередившись на економічних проблемах людей, а також на питаннях жінок у бізнесі та захисті дітей і заявила, що в разі її обрання, вона, швидше за все, піде з порноіндустрії. 15 квітня 2010 року вона оголосила, що не балотуватиметься через непідйомну вартість і несерйозне сприйняття ЗМІ її кандидатури.

## Судові процеси

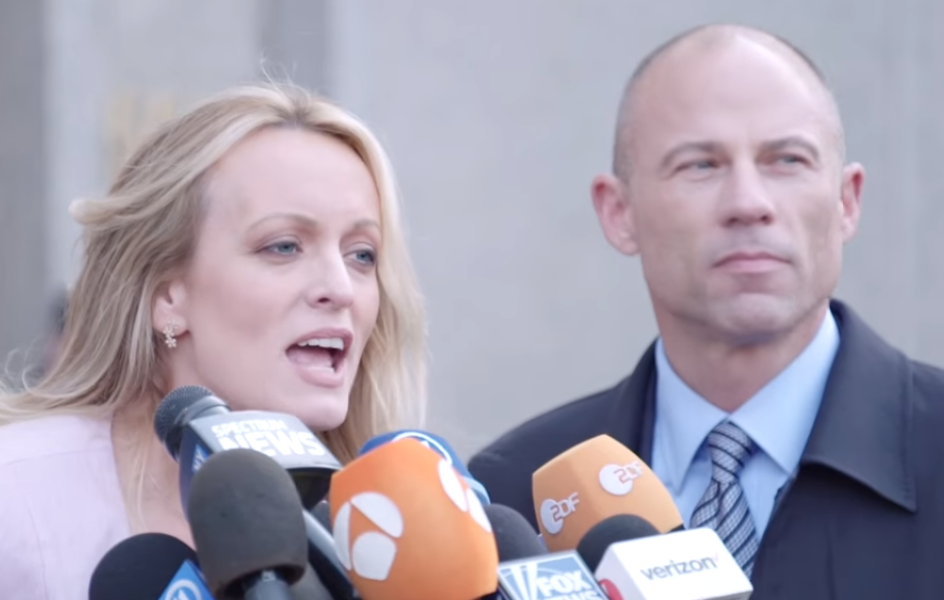
Деніелс проводить пресконференцію зі своїм адвокатом Майклом Авенатті у 2018 році

### Звинувачення у справі Трампа
У жовтні 2016 року, за місяць до президентських виборів у США, адвокат Трампа Майкл Коен домовився з адвокатом Стормі Деніелс про виплату $130 тис. за нерозголошення інформації про її ймовірний сексуальний зв'язок із Дональдом Трампом. За інформацією джерел, Трамп і Деніелс мали стосунки в липні 2006 року під час турніру з гольфу на озері Тахо в Каліфорнії. Тоді бізнесмен уже був одружений із Меланією Трамп. Спочатку Коен зв'язки Трампа з порноакторкою відкинув, але потім таки визнав, що справді виплатив Кліффорд 130 тис. доларів з власної кишені, але, за його словами, йому їх не відшкодували.
У січні 2018 року про роман і виплату повідомила Wall Street Journal. Згодом у січні:
- Від імені свого підзахисного Коен заперечував наявність роману між Трампом і Деніелс[57]. Пізніше він заявив: «У приватній транзакції в 2016 році я використав власні особисті кошти, щоб сприяти виплаті 130 000 доларів пані Стефані Кліффорд»[58].
- Деніелс зробила заяву, в якій сказала, що роману «ніколи не було»[59].
- Журнал In Touch Weekly опублікував стенограму інтерв'ю, де Деніелс описала свої річні стосунки з Трампом, включаючи сексуальний контакт. In Touch брав інтерв'ю у Деніелс в 2011 році, але не публікував інтерв'ю до січня 2018 року[60].

6 березня 2018 року Деніелс подала позов проти Трампа. Вона сказала, що угода про нерозголошення, яку вона підписала стосовно ймовірного роману, є недійсною, оскільки Трамп ніколи її особисто не підписував. У позові також стверджується, що адвокат Трампа намагався «залякати її, щоб вона не говорила». Через день Коен ініціював арбітражний процес, який завершився постановою, що забороняла Деніелс розголошувати «конфіденційну інформацію», пов'язану з угодою про нерозголошення. Сама постанова, яку адвокати Деніелс назвали фальшивою, мала залишатися конфіденційною.
В інтерв'ю для телешоу 60 Хвилин від 25 березня 2018 року Деніелс сказала, що вони з Трампом одного разу займалися сексом, а пізніше їй погрожували в присутності її малолітньої дочки, і вона відчувала тиск з вимогами підписати угоду про нерозголошення. 9 квітня агенти ФБР провели обшук в офісі Коена та вилучили електронну пошту, податкові документи та ділові записи, що стосуються кількох справ, включаючи платежі Деніелс.
30 квітня 2018 року Деніелс подала позов проти Трампа за звинуваченням у наклепі, оскільки той назвав її заяви «шахрайством». Це стосувалося заяв Трампа в Twitter про те, що Деніелс вигадала історію про чоловіка, який погрожував їй після того, як вона вирішила розповісти журналістам про їхній роман.
У жовтні 2018 року позов було відхилено на підставі Першої поправки, Деніелс програла апеляцію в серпні 2020 року. Деніелс зобов'язали виплатити 293 000 доларів судових витрат Трампа після того, як її справу про наклеп проти Трампа було відхилено, а потім її зобов'язали виплатити додаткові 245 000 доларів після апеляцій. У 2023 році Деніелс програла апеляцію щодо зменшення виплати гонорарів Трампу і її зобов'язали виплатити ще 120 тисяч доларів. Загалом Деніелс зобов'язали виплатити понад 600 000 доларів юридичній фірмі Трампа через позов про наклеп, але станом на 2022 рік вона пообіцяла не платити.
У серпні 2018 року Коен уклав угоду про визнання провини з прокуратурою, заявивши, що заплатив Деніелс «за вказівкою… кандидата» і «з основною метою вплинути на вибори». У вересні 2018 року Коен запропонував анулювати угоду про нерозголошення з Деніелс, якщо вона поверне 130 000 доларів, які компанія Коена заплатила їй. Адвокати Трампа заявили, що Трамп не буде ані виконувати угоду про нерозголошення, ані заперечуватиме заяву Деніелс про її недійсність.

### Арешт в Колумбусі, штат Огайо
12 липня 2018 року Деніелс було заарештовано у Колумбусі, штат Огайо, поліцейськими під прикриттям під час спецоперації. Їй було висунуто обвинувачення в «фізичних ласках» відвідувачів і поліцейських, що порушує закон про стриптиз-клуби Огайо. У той час як Деніелс була ув'язнена у в'язниці округу, двом іншим тануюристкам, які були заарештовані в клубі за ті самі передбачувані порушення, були вручені повістки з'явитися до суду і (на відміну від Деніелс) їх не сфотографували. Деніелс залучила адвоката Чейза Мелорі, за допомогою якого звинувачення було знято менш ніж через 12 годин, оскільки закон не поширюється на виконавців, які не проживають у місті.
Особистий адвокат Деніелс Майкл Авенатті пообіцяв подати до суду на місцеву поліцію на тій підставі, що арешт був політично мотивованим. Пізніше з'ясувалося, що провідний детектив групи, що відповідала за арешт, був прихильником Дональда Трампа. Повідомлялося, що судячи з електронних листів іншого детектива, який здійснював арешт, за кілька днів до того, як Деніелс прибула в Колумбус, детектив уже отримав її фотографії та відео і місце запланованого виступу.
Через день після арешту начальник поліції Колумбуса заявив, що під час арешту «була допущена помилка», оскільки «був упущений один елемент закону». У січні 2019 року Деніелс подала позов до федерального суду проти міста Колумбус, стверджуючи, що поліція заарештувала її з політичних мотивів, і вимагаючи відшкодування 2 мільйонів доларів. У березні 2019 року внутрішнє поліцейське розслідування виявило, що арешт Деніелс чотирма офіцерами під прикриттям був неправомірним, але не був навмисним чи політично вмотивованим. У серпні 2019 року тимчасовий начальник відділу поліції Колумбуса Том Куінлан оголосив, що п'ять поліцейських були покарані відомством за порушення правил поведінки через їхню роль в арешті. У вересні 2019 року сторони погодилися врегулювати федеральний позов, заплативши для Деніелс 450 000 доларів компенсації.

## Особисте життя
Була одружена з порноактором Петом Майном, в 2005 пара розлучилась. З 2007 по 2009 рік була одружена з журналістом Майклом (Майк Моз) Мосні. У липні 2009 року заарештована за звинуваченням у домашньому насильстві проти Мосні. У 2015 році одружилася з Брендоном Міллером, народила доньку. У липні 2018 подала на розлучення. У 2022 році одружилася з порнозіркою Барреттом Блейдом. У 2019 році Деніелс відкрито оголосила себе бісексуальною.
Деніелс все життя любила коней; вона має кількох і виграла кілька блакитних стрічок на змаганнях з кінного спорту.
Живе у Форні, штат Техас.

## Нагороди
- 2003 Adam Film World Contract Babe of the Year (Дівчина року)
- 2004 NightMoves Best Actress (Найкраща актриса)
- 2004 AVN Award for Best New Starlet (найкраща нова виконавиця)
- 2004 «Space Nuts» AVN Award — Best Extras DVD. (Найкращий бонус DVD)
- 2005 NightMoves Best New Director (Найкращий новий режисер)
- 2005 CAVR Star of the Year (Зірка року)
- 2006 CAVR Best Feature Director (Найкращий режисер)
- 2006 NightMoves Best Actress (Найкраща акторка)
- 2006 Exotic Dancer Adult Movie Feature Of The Year
- 2006 Temptation Awards Best Actress (Найкраща актриса)
- 2006 F.A.M.E. Award — Favorite Breasts (Найкращий бюст)[95]
- 2006 AVN Award — Best Supporting Actress (Найкраща акторка 2-го плану) за фільм Camp Cuddly Pines Powertool Massacre[96]
- 2006 AVN Award — Best Screenplay — (Найкращий сценарій) фільм Camp Cuddly Pines Powertool Massacre[96]
- 2006 Adam Film World Crossover Performer of the Year (Найкраща виконавиця року)
- 2006 XRCO Award for Mainstream Adult Media Favorite
- 2007 CAVR Best Feature Director (Найкращий режисер)
- 2007 F.A.M.E. Award — Favorite Breasts (Найкращий бюст)[97]
- 2007 Golden G-String Award[98]
- 2007 AEBN Performer of the Year (Найкраща виконавиця року)
- 2007 AVN Award — Contract Star of the Year (Контракт-зірка року)
- 2008 AVN Award — Crossover Star of the Year[99]
- 2008 XBIZ Award — Crossover Star of the Year
- 2008 Adam Film World Actress of the Year (Акторка року)
- 2008 XRCO Award for Mainstream Adult Media Favorite
- 2008 XRCO Award for Best Director — Features (Найкращий режисер)
- 2008 F.A.M.E. Award for Favorite Director[100]
- 2008 Night Moves Adult Entertainment Award — Best Director, Fans' Choice[101]
- 2009 F.A.M.E. Award for Favorite Breasts
- 2009 Free Speech Coalition Positive Image Award
- 2008 Night Moves Adult Entertainment Award — Best Director, Editors' Choice